# فيرفكس سينك
فيرفكس سينك هو إضافة لمتصفح الوب فاير فوكس دمج نهائيا مع المتصفح منذ نسخته 29 مهمته دعم المزامنة عن طريق حساب خاص للمستخدم يمكنه من حفظ كافة بياناته على المتصفح. و بالتالي يمكن توحيد البيانات المتعلقة بالمتصفح في كامل الأجهزة المستعملة
من هاتف نقال حاسوب ولابتوب
- البيانات المخزنة والتي يدعمها السينك هي
- كلمات السر
- الصفحات المفتوحة
- تاريخ الزيارات
- قائمة المواقع
- الإضافات المنصبة